# Gasteria rawlinsonii
Gasteria rawlinsonii ist eine Pflanzenart der Gattung Gasteria in der Unterfamilie der Affodillgewächse (Asphodeloideae).

## Beschreibung

### Vegetative Merkmale
Gasteria rawlinsonii wächst stammbildend und sprosst von der Basis aus. Die hängenden Triebe erreichen eine Länge von bis zu 100 Zentimeter. Die linealischen, bandförmigen, leicht sichelförmigen Laubblätter sind zweizeilig am Trieb angeordnet oder bilden eine Rosette. Ihre Spitzen sind zurückgebogen. Die grüne Blattspreite ist 3 bis 8 Zentimeter lang und 1 bis 2,5 Zentimeter breit. Sie ist  nicht gefleckt oder schwach mit weißen Flecken bedeckt. Die Unterseite ist konvex, aber nicht gekielt. Die Epidermis ist rau. Der Blattrand ist spärlich gezahnt oder manchmal unbewehrt. Die Zähnchen werden mit dem Alter schwarz. Die Blattspitze ist stumpf gerundet und trägt ein aufgesetztes Spitzchen.

### Blütenstände und Blüten
Der Blütenstand ist eine Rispe und erreicht eine Länge von 10 bis 50 Zentimeter. Die rötlich rosafarbene Blütenhülle ist 16 bis 25 Millimeter lang. Ihr bauchiger Teil ist kugelförmig-ellipsoid oder kugelförmig. Er erstreckt sich über mehr als die Hälfte der Länge der Blütenhülle. Oben ist sie zu einer rosafarbenen oder weißen, gelegentlich grün gestreiften Röhre mit einem Durchmesser von 4 bis 6 Millimeter eingeschnürt.

### Früchte und Samen
Die länglich eiförmigen Früchte sind 18 Millimeter lang. Sie enthalten 3 bis 4 Millimeter lange Samen.

## Systematik und Verbreitung
Gasteria rawlinsonii ist in der südafrikanischen Provinz Ostkap auf schattigen, fast senkrechten Felswänden aus quarzitischem Sandstein verbreitet.
Die Erstbeschreibung durch Anna Amelia Obermeyer wurde 1976 veröffentlicht.

## Nachweise